# Gus Backus
Donald Edgar „Gus“ Backus (* 12. September 1937 in Southampton, Long Island, New York; † 21. Februar 2019 in Germering, Deutschland) war ein US-amerikanischer Musiker und Schlagersänger. Mit Titeln wie Der Mann im Mond, Da sprach der alte Häuptling, Bohnen in die Ohren und Sauerkraut-Polka verzeichnete er im Deutschland der 1960er Jahre große Erfolge.

## Leben
Der Hobbymusiker Backus wurde Mitte der 1950er Jahre zur US Air Force in Pittsburgh eingezogen. Dort schloss er sich der Doo-Wop-Gruppe The Del-Vikings an, die 1957 mit den Titeln Come Go with Me und Whispering Bells zwei Top-Ten-Notierungen in den US-Charts verbuchen konnten. Im selben Jahr wurde GI Backus nach Wiesbaden in Westdeutschland verlegt. Dort gründete er die Vokalgruppe Vidells und nahm ein Jahr später während eines Heimaturlaubs zwei eigene Lieder in Chicago auf. Auf Anraten seines Schwagers bewarb sich Backus 1959 schriftlich bei der Plattenfirma Polydor, deren Produzent Gerhard Mendelson ihm Probeaufnahmen und schließlich einen Vertrag anbot. Es folgten einige Singles, die vorwiegend deutschsprachige Coverversionen amerikanischer und britischer Erfolgstitel, unter anderem von Elvis Presley, Paul Anka und Conway Twitty enthielten. In Wiesbaden lernte er seine erste Frau Karin kennen, mit der er drei Kinder bekam. Die Ehe wurde geschieden.
Der Durchbruch gelang Backus 1960 mit den Titeln Brauner Bär und weiße Taube und Da sprach der alte Häuptling. In der ersten Hälfte der 1960er Jahre folgten weitere erfolgreiche Singles sowie zahlreiche Auftritte in Musiksendungen und -filmen, mit denen Backus zu einem beliebten Unterhaltungskünstler im deutschsprachigen Raum wurde. Obwohl er 1964 für Polydor in Nashville unter anderem jeweils eine Hillbilly-LP in deutscher und englischer Sprache aufnahm, bestimmten zunehmend Stimmungs-, Trink- und Karnevalslieder sein Repertoire. 1965 landete er mit dem Titel Bohnen in die Ohren noch einen großen Erfolg. In der zweiten Hälfte der 1960er Jahre musste sich deutschsprachige Musik zunehmend gegen die aufkommende Beat-Welle behaupten.
Nachdem auch seine zweite Ehe mit der Balletttänzerin Heidelore gescheitert war, kehrte Backus 1973 dem Showgeschäft den Rücken und ging in die USA zurück, wo er unter anderem als Vorarbeiter auf Ölfeldern in Texas arbeitete. In Deutschland galt er zeitweise als verschollen und wurde sogar totgesagt.
Nach dem Tod seiner dritten Ehefrau Byra im Jahre 2001 kehrte Backus nach Deutschland zurück, wo er mit neuen und alten Musiktiteln weitgehend vergeblich versuchte, am Erfolg der Oldie-Welle teilzuhaben. Backus, der Vater von vier Kindern und mehrfacher Großvater war, versöhnte sich mit seiner zweiten Ehefrau Heidelore und heiratete sie 2002 erneut. Er lebte mit ihr in Germering in der Nähe von München, wo er im Februar 2019 nach schwerer Krankheit starb. Gus Backus fand seine letzte Ruhestätte auf dem Waldfriedhof von Germering.

## Diskografie
Studioalben

| Jahr | Titel Musiklabel                                           | Höchstplatzierung, Gesamtwochen/‑monate, AuszeichnungChartsChartplatzierungen (Jahr, Titel, Musiklabel, Platzierungen, Wochen/Monate, Auszeichnungen, Anmerkungen) | Anmerkungen                                                      |
| Jahr | Titel Musiklabel                                           | DE | Anmerkungen                                                      |
| ---- | ---------------------------------------------------------- | --- | ---------------------------------------------------------------- |
| 1962 | Ich hab’ mein Herz in Germany verloren Polydor             | DE16 (3 Mt.)DE | Erstveröffentlichung: 1962                                       |
| 1964 | Hillbilly Gasthaus Polydor                                 | — | Erstveröffentlichung: August 1964                                |
| 1964 | Hillbilly Inn Polydor                                      | — | Erstveröffentlichung: Oktober 1964 mit The Bill Justis Orchestra |
| 1966 | Backus in die Ohren – Mixed Pickles mit Gus Backus Polydor | — | Erstveröffentlichung: 1966                                       |
| 1967 | Ich bin kein stiller Zecher Polydor                        | — | Erstveröffentlichung: 1967                                       |
| 1969 | Frau Wirtin hat auch einen … Polydor                       | — | Erstveröffentlichung: 1969 mit Crazy Singers                     |
| 1981 | Ich bin wieder da! MCP Sound & Media                       | — | Erstveröffentlichung: 1981                                       |
| 2012 | Cookin’ Together 7Jazz                                     | — | Erstveröffentlichung: 2012 mit Oscar Klein                       |
| 2014 | Hör’ doch auf Dein Herz Tyrolis                            | — | Erstveröffentlichung: 16. April 2014                             |
| 2016 | Love Songs and … 7Jazz                                     | — | Erstveröffentlichung: 28. Dezember 2016                          |

## Filmografie
- 1959: Paradies der Matrosen
- 1959: Mein Schatz, komm mit ans blaue Meer
- 1961: Schön ist die Liebe am Königssee
- 1961: Adieu, Lebewohl, Goodbye
- 1961: Im schwarzen Rößl
- 1961: Schlager-Revue 1962
- 1961: Unsere tollen Tanten
- 1961: Isola Bella
- 1961: … und du mein Schatz bleibst hier
- 1961: Drei weiße Birken
- 1962: Drei Liebesbriefe aus Tirol
- 1962: Café Oriental
- 1962: Ohne Krimi geht die Mimi nie ins Bett
- 1963: Das haben die Mädchen gern
- 1963: Unsere tollen Nichten
- 1963: Unsere tollen Tanten in der Südsee
- 1963: Übermut im Salzkammergut
- 1963: … denn die Musik und die Liebe in Tirol
- 1964: Holiday in St. Tropez
- 1964: Die lustigen Weiber von Tirol
- 1964: Show hin – schau her (TV)
- 1964: Silvester Show (TV)
- 1965: Das gibt’s doch zweimal (TV)
- 1965: Hotel der toten Gäste
- 1965: Tausend Takte Übermut
- 1965: Ich kauf mir lieber einen Tirolerhut
- 1966: Paris ist eine Reise wert (TV)
- 1969: Pistolen-Jenny (TV)
- 2011: Die Mondverschwörung

## Auszeichnungen
Bravo Otto
- 1962: Silber[7]
- 1963: Silber[8]

Löwe von Radio Luxemburg
- 1961: Gold für Da sprach der alte Häuptling (Text: Peter Wehle, Musik: Werner Scharfenberger)